# Теодосије Старији
Флавије Теодосије (умро 376), такође познат као гроф Теодосије ( лат. Theodosius comes   ) или Теодосије Старији ( лат. Theodosius Major   ), био је виши војни официр који је служио цара Валентинијана I ( в. 364–375 ) цара Западног римског царства током касне антике . Под његовом командом римска војска је победила бројне претње, упаде и узурпаторе. Теодосије је био оснивач царске Теодосијеве династије ( в. 379–457 ) и отац Светог цара Теодосија I Великог ( в. 379–395 ).
Цар Валентинијан I му је доделио титулу коме реи милитарис пер Британиарум (Командант трупа Британске дијецезе) за свој рад тамо; угушивши Велику заверу (367–368) и узурпацију Валентина .  Након што је успоставио ред у Британији, вратио се у континенталну Европу и борио се против Алемана ; као Валентинијанов магистер еквитум (господар коњице) успешно је извршио инвазију на територију Алемана (371. или 370.).  Теодосије је 372. водио успешан поход против Сармата.  Исте године Фирмус, мавритански принц, побунио се против римске власти.  Теодосије је послат у Африку и у два тешка похода (373–374) угушио је устанак.  376. године, после смрти цара Валентинијана I, ухапшен је и погубљен, вероватно зато што је виђен као претња новим западним царевима Грацијану и Валентинијану II . 
Теодосијева титула лат. comes rei militaris је у сродству са лат. comes    , из које је изведена средњовековна европска феудална титула грофа .

## Војна каријера
Теодосија први пут помиње у историјским записима Амијан Марцелин у вези са његовим именовањем за заповедника због успостављање реда у Британији.  Јасно је да је Теодосије пре именовања за заповедника морао бити човек од поверења цара Валентинијана I и да су његове војничке способности биле познате и поштоване, али, нажалост, каква је била његова дотадашња каријера, није познато. 

### Велика завера
Теодосије је 368. године уздигнут на високи римски војни чин коме реи милитарис и послат у северну Галију и Британију да поврати земље изгубљене у Великој варварској завери претходне године. Теодосије је добио команду над делом Валентинијанове комитатенсис (Фиелд Арми) и почетком године је кренуо на Бононију ( Булоњ-сур-Мер), римску луку на Ламаншу . Искористивши временску паузу, Теодосије је прешао Канал, искрцавши се код Рутупије ( Ричборо ), остављајући већину својих трупа у Бононији да чекају ведрије време. У Рутупијама Теодосије је почео да прикупља обавештајне податке о ситуацији у Британији; сазнао је да су трупе у Британији или одбиле да се боре против бројно надмоћнијег непријатеља, или су биле на одсуству када је инвазија почела. Штавише, сазнао је да је непријатељ разбио њихове снаге на мале јуришне групе које су пљачкале по својој вољи. Када је његова војска коначно прешла канал са почетком ведрог пролећа, Теодосије је направио своје планове и био је спреман да крене. Римска војска је марширала на Лондиниум (Лондон) и поново успоставила царску контролу над највећим британским градом. Лондиниум (Лондон) би деловао као Теодосијева база за даље операција. Поделио је своју војску у одреде и послао их да нападну пљачкашке групе које су се налазиле у близини града. Римљани су брзо савладали мале непријатељске нападне групе, убијајући и/или заробљавајући многе пљачкаше и ослобађајући их плена, залиха и заробљеника. Теодосије је такође послао гласнике који су нудили помиловање дезертерима и наређивали им да крену у Лондиниум. 
Током зиме 368–369. године, велики број трупа почео је да се враћа у своје јединице, доносећи виталне обавештајне податке који би помогли Теодосију да испланира следећу фазу своје кампање. Године 369. Теодосије је водио кампању широм римске Британије, обнављајући њене 'главне градове' и ловећи непријатељске ратне групе и издајнике. Амијан Марцелин бележи да је угушио побуну панонског узурпатора Валентина. На крају сезоне кампање послао је поруку цару Валентинијану I да га обавести да је провинција Британија враћена Царству. Такође је обавестио цара да је створио нову провинцију коју је назвао Валентија (вероватно за Валентинијана). 
Познато је да су са њим на овом походу били и његов млађи син, потоњи цар, Теодосије и будући узурпатор Магнус Максим .

### Магистер Еквитум Прасенталис
По повратку из Британије Теодосије је наследио Јовина као магистер еквитум праесенталис на двору цара Валентинијана I, у том својству је водио још један успешан поход (370/371) против Алемана .  Године 372. Теодосије је распоређен у Илирик и повео је војску против Сармата ; изгледа да је обезбедио победу у борби и успешно привео поход крају. 
Године 372. Фирмус, мавретански принц, побунио се против римске владавине и гурнуо афричку провинцију у неред.  Цар Валентинијан I је одлучио да команду над експедицијом за сузбијање побуне препусти Теодосију. Војска је реорганизована, регрутоване су додатне трупе, Теодосијев син је постављен за дук Моесие Приме заменивши свог оца као команданта у Илирику, а сам Теодосије је почео да окупља своје трупе у Арлу .  У пролеће 373. Теодосије је отпловио у Африку и водио успешан поход против побуњеника на истоку Мауританије.  На крају сезоне кампање, када је повео своју војску у западну Мауританију, доживео је велики неуспех.  Године 374. Теодосије је поново извршио инвазију на западну Мауританију. Овог пута је био успешнији, победио је побуњенике и заробио Фирмуса.  Године 373/374, млађи Теодосије је постављен за дукса провинције Мезије Прима . 
375. године, када је цар Валентинијан I изненада умро, Теодосије је још увек био у Африци. Стигла су наређења да се Теодосије ухапси; одведен је у Картагину и убијен почетком 376. Разлози за то нису јасни, али се сматра да је резултат фракцијске борбе за власт у Италији након изненадне смрти цара Валентинијана I у новембру 375. године. Непосредно пре своје смрти гроф Теодосије је прихватио хришћанско крштење — уобичајену праксу у то време, чак и за доживотне хришћане.

## Породица
Према Полемију Силвију, син Теодосија Старијег, Теодосије Велики, рођен је 11. јануара 347. или 346.  Оличење Цезара поставља његово родно место у Кауку ( Кока, Сеговија) у Хиспанији .  Теодосије је имао још једног сина по имену Хонорије, ћерку о којој се говори у Де цесарибусу Аурелија Виктора, али чије име није познато, и унуку Серену . 

## Наслеђе
Након пада свог оца, Теодосије, војвода од Мезије Прима, повукао се на своја имања на Иберијском полуострву, где се оженио Елијом Флацилом 376.  Њихово прво дете, Аркадије, рођено је око 377.  Пулхерија, њихова ћерка, рођена је 377. или 378.  Теодосије се вратио на дунавску границу 378. године, када је постављен за магистер еквитум . После његових успеха на терену, уздигнут је у Сирмијуму (Сремска Митровица) у чин августа од стране цара Грацијана (в. 367–383) 19. јануара 379. 
Приликом проглашења његовог сина за Августа, Теодосије Старији је деификован и добио консекратио на лат. Divus Theodosius Pater       .
Млађи Теодосије, који се браком повезао са Валентинијановом династијом ( в. 364–455 ) оженивши се Галом, сестром Теодосијевог савладара цара Грацијана и ћерком цара Валентинијана I Великог и његове друге жене царице Јустине, успоставио је своју царску династију, чиме је гроф Теодосије постао родоначелник и оснивач лозе Римских цареви и царица.

### Древни извори
- Аммианус Марцеллинус . Рерум гестарум Либри XXXI [ 31 књига дела ]. a. АД 391. Превео Чарлс Јонге . Римска историја, Вол. XXVIII, Цх. III . Бохн (Лондон), 1862. Хостовано на Викиизворнику .

### Савремени извори
- АХМ Јонес, ет ал. Просопографија каснијег римског царства .
- И. Хјуз, Царска браћа: Валентинијан, Валенс и катастрофа у Адријанопољу, 2013.
- Пројекат средњовековних земаља: гроф Флавије Теодосије Старији